# محمود شحادة النابلسي
محمود شحادة النابلسي (13 يوليو 1936) من أوائل شهداء الثورة الفلسطينية الكبرى 1936 - 1939، قامت زوجته ببيع بيتها الذي ورثته عن والدها، واشترت بثمنه سلاحا وذخيرة، بعد أن لاحظت حزن زوجها لأنه لم يجد سلاح يشارك بها في الجهاد، فأسهما بشجاعة وبطولة واستشهد النابلسي في معركة وادي الطواحين يوم 13 يوليو 1936.